# Adolph Tobias Herbst
Adolph Tobias Herbst (født 17. marts 1746 i København, død 20. august 1825 sammesteds) var en dansk søofficer, far til Michael Johan Christian Herbst.
Han var søn af schoutbynacht Michael Johan Herbst, blev sekondløjtnant i Marinen 1763, premierløjtnant 1769, kaptajnløjtnant 1776, kaptajn 1781, kommandørkaptajn 1796, kommandør 1801, kontreadmiral 1809 og viceadmiral 1825.
Som premierløjtnant var han 1771 næstkommanderende med fregatten Falster på togt til Middelhavet. Skibet blev overfaldet af en orkan ved Rokol i Atlanterhavet, måtte kappe alle 3 master og indkom som vrag til Norge og med tab af 33 mand; da chefen, kaptajn Bording, måtte gå i land som syg, blev det Herbst, der sørgede for at få fregatten i stand igen; i juni måned førte han den derefter tilbage til København. Samme år ansattes han som chef for kongebåden Svanen og overførte med denne under særdeles besværlige forhold en betydelig pengesum til Norge.
1775 blev han chef for skonnerten Støren på togt mod smuglere i vore farvande. 1779 og ligeledes de nærmest følgende år førte han det armerede koffardiskib St. Jan til Middelhavet og Vestindien. Under en konvojering blev han 1782 ud for Cádiz opbragt af 2 spanske fregatter og først efter lang parlamenteren i Cádiz atter frigivet. For hans forhold ved denne lejlighed bevidnede kongen ham sin tilfredshed og udnævnte ham til generaladjudant.
Efter en del kommandoer med vagtskibe og andre fregatter i årene 1787-93 blev han året efter linjeskibschef og fortsatte uafbrudt denne virksomhed til året 1804, desuden deltog han i adskillige kommissionssager. Herbst var således en af den tids mest benyttede og betroede søofficerer. 1791 blev han medlem af Konstruktionskommissionen, 1794 chef for Opmudringsvæsenet og 1804 divisionschef.
1805 førte han en øvelseseskadre, og 1808 beordredes han på en tjenesterejse til Rusland, på hvis flåde han skulle gøre tjeneste mod englænderne. Da den russiske flåde imidlertid flygtede op i skærgårdene og holdt sig der, rejste Herbst atter hjem efter at have modtaget et anerkendelsestegn for sin virksomhed og ansattes 1809 som chef for det såkaldte Prøvesteen, tre grundsatte raserede linjeskibe, med en del stykpramme og kanonbåde underlagt. Efter sin afgang herfra ved udgangen af året overtog han atter tjenesten som divisionschef.
Herbst blev 1770 gift med Anne (Anette) Magdalene Rasch, datter af justitsråd Rasch. 1815 blev han Ridder af Dannebrog, 1817 Dannebrogsmand, 1820 optoges han i den danske adelstand og 1824 blev han Kommandør af Dannebrog. Han endte sit virksomme liv 20. august 1825. Han er begravet på Holmens Kirkegård. Der findes et portræt af Herbst malet af C.A. Lorentzen i familieeje.